# Cantonul Le Grand-Serre
Cantonul Le Grand-Serre este un canton din arondismentul Valence, departamentul Drôme, regiunea Rhône-Alpes, Franța.

## Comune
- Épinouze
- Le Grand-Serre (reședință)
- Hauterives
- Lapeyrouse-Mornay
- Lens-Lestang
- Manthes
- Montrigaud
- Moras-en-Valloire
- Saint-Christophe-et-le-Laris
- Saint-Sorlin-en-Valloire
- Tersanne